# Crazy Bear
Pour plus de détails, voir Fiche technique et Distribution.
Crazy Bear ou Ours sous cocaïne au Québec (Cocaine Bear) est un film américain réalisé par Elizabeth Banks et sorti en 2023. Il s'inspire en partie d'un fait réel survenu aux États-Unis en 1985, alors qu'un ours noir a découvert de la cocaïne dans un sac de sport dans la forêt nationale de Chattahoochee-Oconee et est décédé peu après en avoir ingéré.
Un ours noir trouve dans les bois de Géorgie une cargaison de cocaïne. Après en avoir avalé une grande quantité, il entre dans une rage meurtrière à laquelle touristes, habitants locaux et malfrats vont devoir survivre.

## Synopsis
En 1985, le contrebandier de drogue Andrew C. Thornton II (en) laisse tomber une certaine quantité de cocaïne de son avion. Il tente de se parachuter avec un sac plein de cocaïne, mais se frappe la tête et tombe de l'avion. Son corps atterrit à Knoxville, Tennessee, où il est identifié par Bob, un détective local. Il conclut que la cocaïne est probablement venue de St-Louis, amenée par le contrebandier Syd White, le reste de la marchandise est porté disparu. Pendant ce temps, dans la forêt nationale de Chattahoochee-Oconee, une ourse noire ingurgite une partie de la cocaïne, devenant très agressive et attaque deux randonneurs, Elsa et Olaf.
Dans le nord-est de la Géorgie, l'écolière Dee Dee vit avec sa mère, Sari, infirmière. Bouleversée du fait que sa mère a changé leurs plans de week-end afin qu'ils puissent sortir de la ville avec le nouveau petit ami de Sari, Dee Dee sèche l'école avec son meilleur ami Henry afin de faire une peinture des chutes de la forêt. Ils trouvent l'une des briques de cocaïne et en prennent, après que Henry ait affirmé qu'il prend de la cocaïne dans le but de paraître cool pour Dee Dee, mais sont attaqués par l'ours. Sari devine où se trouvent les enfants et s'aventure dans la forêt avec la Ranger Liz et son béguin, Peter. Après avoir trouvé Henry accroché à un arbre, l'ourse attaque, réduisant Liz dans le processus avant de partir pour obtenir de l'aide. Peter trébuche sur l'une des briques de cocaïne, alertant l'ourse qui attaque alors Peter qui tombe de l'arbre avec une jambe arrachée. Sari et Henry s'enfuient.
À Saint-Louis, Syd envoie son fixeur Daveed pour récupérer la cocaïne restante. Daveed se rend en Géorgie avec Eddie, le fils de Syd, qui est déprimé par la mort de sa femme. Ils arrivent en Géorgie, tout comme Bob, qui laisse son chien avec l'officier Reba. À la station forestière, Daveed se bat avec le gang Duchamps, trois délinquants qui causent des problèmes dans la forêt. L'un des membres, Stache, prend Daveed et Eddie pour retrouver une partie de la cocaïne qu'ils ont cachée dans un kiosque. Liz arrive à la gare, poursuivie par l'ourse. Liz tire accidentellement sur l'un des Duchamps à la tête, l'ourse tuant l'autre. Les ambulanciers paramédicaux Beth et Tom arrivent et doivent immédiatement repousser l'ourse. Ils partent avec Liz dans une ambulance, mais l'ourse les poursuit et saute dans le véhicule, tuant Liz et deux des ambulanciers.
Sari et Henry découvrent que Dee Dee a laissé une trace de peinture, qu'ils suivent pour la retrouver. Daveed et Eddie sont emmenés au kiosque, mais y trouvent Bob avec le sac de cocaïne. Bob casse deux des doigts de Daveed pour s'approprier le sac. L'ourse apparaît et s'endort sur Eddie, mais elle est éveillée par l'odeur de cocaïne et Bob la fait partir en jetant une brique pour que l'ourse la poursuive. Bob est soudainement abattu par Syd, qui est arrivé avec Reba, ayant révélé être sur sa masse salariale.
Sari et Henry trouvent Olaf, qui pleure la mort d'Elsa et les conduit avec succès à la cachette de Dee Dee à l'intérieur de la grotte de l'ourse avec ses deux oursons. Syd, Eddie, Daveed et Reba trouvent également la grotte, bien que Reba parte après avoir vu la cupidité de Syd. La grotte mène à un surplomb derrière les chutes. Syd veut tuer Sari, Henry et Dee Dee pour ne laisser aucun témoin, mais l'ourse arrive pour protéger ses oursons. Sari, Henry et Dee Dee sautent dans l'eau en sécurité, suivis d'Eddie et Daveed, bien que ce dernier soit fauché par une balle de Syd. Celui-ci tire sur l'ourse, la blessant, mais une brique de cocaïne tombe de l'un des sacs et l'ourse inhale la poudre. L'ourse malmène ensuite Syd dans une rage alimentée par la drogue.
Daveed et Eddie retournent dans leur voiture où Reba donne le chien de Bob à Eddie pour les occuper. Sari, Dee Dee et Henry rentrent chez eux où Dee Dee dit qu'elle est prête à donner une chance au petit ami de Sari.
La première scène de mi-générique montre que Stache a fait de l'auto-stop à New York avec un sac de cocaïne, tandis que la deuxième scène de mi-générique montre Eddie donnant le chien de Bob à son fils Gabe, seulement pour Eddie et Daveed pour réaliser que le chien a ingéré les doigts arrachés de Daveed.

## Fiche technique
Sauf indication contraire, les informations mentionnées dans cette section peuvent être confirmées par la base de données cinématographiques IMDb,  présente dans la section « Liens externes ».
- Titre original : Cocaine Bear
- Titre français : Crazy Bear
- Titre québécois : Ours sous cocaïne
- Réalisation : Elizabeth Banks
- Scénario : Jimmy Warden
- Musique : Mark Mothersbaugh
- Direction artistique : Christine McDonagh
- Décors : Aaron Haye
- Costumes : Tiziana Corvisieri
- Photographie : John Guleserian
- Montage : Joel Negron
- Production : Elizabeth Banks, Brian Duffield, Max Handelman, Phil Lord, Chris Miller, Matt Reilly, Aditya Sood et Christine Sun
  - Production déléguée : Robin Mulcahy Fisichella
- Sociétés de production : Brownstone Productions et Lord Miller Productions
- Société de distribution : Universal Pictures (États-Unis, France)
- Budget : entre 30 et 35 millions de dollars[2],[3]
- Pays de production :  États-Unis
- Langue originale : anglais
- Format : couleur
- Genre : comédie horrifique, comédie policière, thriller
- Durée : 95 minutes
- Dates de sortie[4] :
  - États-Unis, Canada : 24 février 2023
  - France : 15 mars 2023
- Classification :
  - États-Unis : R (interdit aux moins de 17 ans non accompagnées d'un adulte)
  - France : interdit aux moins de 12 ans[5]

## Distribution
Sauf indication contraire, les informations mentionnées dans cette section peuvent être confirmées par la base de données cinématographiques IMDb,  présente dans la section « Liens externes ».
- Keri Russell (VF : Chloé Berthier ; VQ : Rose-Maité Erkoreka) : Sari
- O'Shea Jackson Jr. (VF : Mike Fédée ; VQ : Rodley Pitt) : Daveed
- Christian Convery (VF : Cécile Gatto ; VQ : Noé-Henri Rouillard) : Henry
- Alden Ehrenreich (VF : Glen Hervé ; VQ : Nicolas Charbonneaux-Collombet) : Eddie
- Jesse Tyler Ferguson (VF : Franck Lorrain ; VQ : Éric Paulhus) : Peter
- Brooklynn Prince (VF : Laurie Sanial ; VQ : Élia St-Pierre) : Dee Dee
- Isiah Whitlock Jr. (VF : Jean-Paul Pitolin ; VQ : Widemir Normil) : Bob
- Kristofer Hivju (VF : Jérôme Pauwels ; VQ : Alexandre Fortin) : Olaf (Kristoffer)
- Hannah Hoekstra (VF : Bénédicte Bosc) : Elsa
- Aaron Holliday (VF : Maxime Baudouin) : Kid (Stache)
- Margo Martindale (VF : Denise Metmer ; VQ : Marie-Andrée Corneille) : Liz, la garde-forestière
- Ray Liotta (VF : Emmanuel Jacomy ; VQ : Daniel Picard) : Syd
- Kahyun Kim : Beth
- Scott Seiss (VF : Françoua Garrigues) : Tom
- Ayoola Smart (VF : Fanny Chelim) : l'officier Reba
- Matthew Rhys : Andrew C. Thornton II (en)

Version française dirigée par Virginie Méry chez Creative Symphonia, d'après une adaptation des dialogues de François Vidal et Thierry Olieu.
 Source et légende : version française (VF) sur RS Doublage

## Production

### Genèse et développement
En décembre 2019, il est annoncé que Phil Lord et Chris Miller vont produire une comédie horrifique, alors sans titre, avec un ours. Le film doit alors être réalisé par Matt Bettinelli-Olpin et Tyler Gillett, d'après un script spéculatif de Jimmy Warden. Ce dernier s'inspire d'une histoire réelle survenue en novembre 1985. Dans la forêt nationale de Chattahoochee-Oconee, un ours noir « découvre » un sac de sport contenant une trentaine de kilos de cocaïne pure. L'ours ingère une partie de la drogue et meurt peu après. L'affaire sera rendue publique peu après car l'ours n'aura mangé que quelques grammes alors que le contenu total du sac n'a pas été retrouvé. L'ours qui a mangé la drogue a été empaillé et il est présenté depuis 2015 au centre commercial Kentucky for Kentucky dans la ville de Lexington aux États-Unis.
En mars 2021, Universal Pictures annonce que le film est en développement,. C'est finalement Elizabeth Banks qui reprend la réalisation du film. Elle participe également à la production avec son partenaire Max Handelman et leur société Brownstone Productions. Phil Lord, Chris Miller, Aditya Sood et Brian Duffield (en) produisent également le film.

### Attribution des rôles
En juillet 2021, Keri Russell, O'Shea Jackson Jr., Ray Liotta, Alden Ehrenreich ainsi que Jesse Tyler Ferguson sont annoncés. En août 2021, Margo Martindale, Kristofer Hivju, Brooklynn Prince et aussi Christian Convery rejoignent la distribution.

### Tournage
Le tournage débute le 20 août 2021 à Wicklow en Irlande,. Il a lieu dans d'autres villes du comté de Wicklow (notamment Avoca) et à Dublin. Le 17 octobre 2021, la réalisatrice Elizabeth Banks annonce la fin des prises de vue.

## Sortie et accueil

### Critique
Le film reçoit des critiques partagées. Sur l’agrégateur de critiques Rotten Tomatoes, il obtient 67% d'avis favorables pour 303 critiques et une note moyenne de 6,1⁄10. Le consensus suivant résume les critiques compilées par le site : « Malgré l'intrigue à moitié cuite et une interprétation inégale, sa frénésie donnera aux amateurs de films B un contact élevé ». Sur Metacritic, qui utilise une moyenne pondérée, le film obtient une note de 54⁄100 pour 58 critiques.
Sur le site AlloCiné, qui recense 27 critiques de presse, le film obtient la note moyenne de 2,8⁄5
.

### Box-office
Pour un budget d'environ 30 millions de dollars, le film en récolte près de 90 millions dans le monde, dont 64 millions rien qu'aux États-Unis.
| Pays ou région    | Box-office      | Date d'arrêt du box-office | Nombre de semaines |
| ----------------- | --------------- | -------------------------- | ------------------ |
| États-Unis Canada | 64 388 510 $    | 20 avril 2023              | 8                  |
| France            | 102 211 entrées | 11 avril 2023              | 4                  |
| Total mondial     | 89 966 573 $    | -                          | -                  |

### Articles annexes
- Psychotrope au cinéma et à la télévision